# Evante Cars

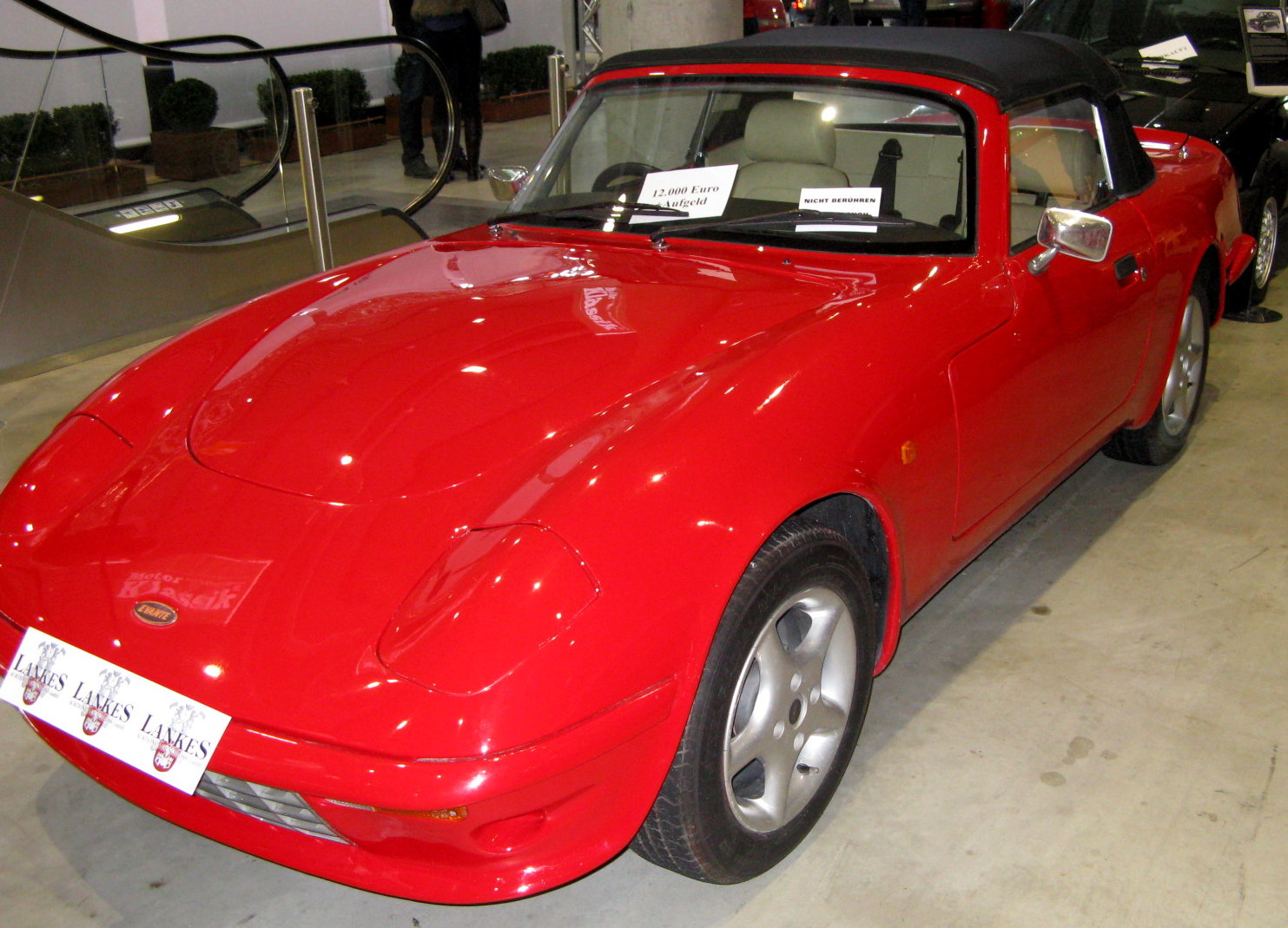
Evante Mk. 2 von 1993

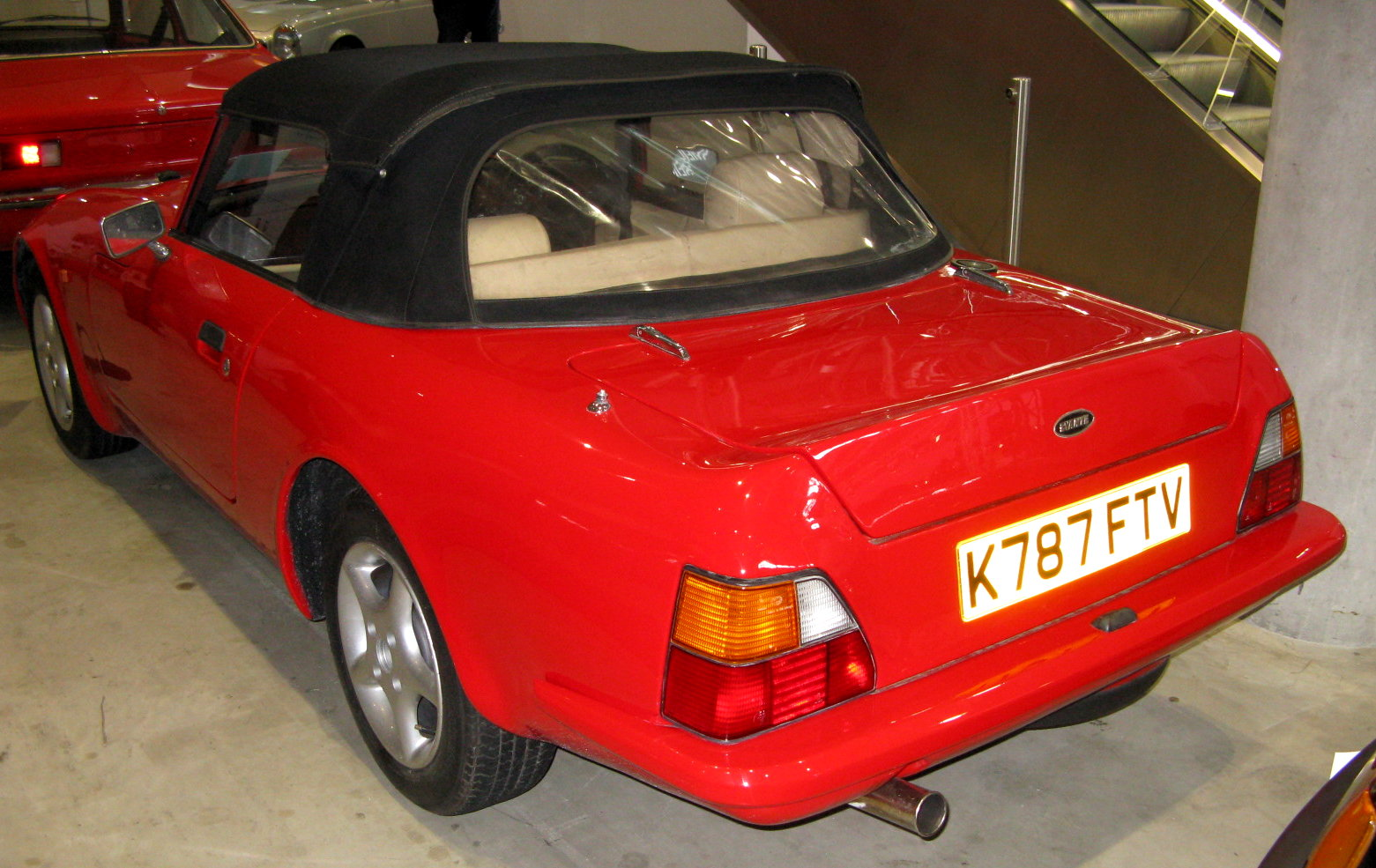
Heckansicht

Die Evante Cars Ltd. war ein britischer Automobilhersteller, der zwischen 1987 und 1991 in Spalding (Lincolnshire) ansässig war. Er ging aus der Tuningfirma Vegantune hervor, die seit 1983 Lotus Elan reparierte und verbesserte. Als die Entscheidung fiel, ein komplettes neues Auto zu bauen, gründete man zu diesem Zweck die Evante Cars Ltd. als selbständiges Unternehmen.

## Beschreibung
Das Aussehen des Roadsters war deutlich vom Lotus Elan inspiriert und dem Antrieb diente ein Vegantune VTA 1.6, der auf dem Ford-Kent-Motor basierte. Später setzte man einen 1,7 l – Reihenvierzylindermotor mit zwei obenliegenden Nockenwellen, der seine Kraft über ein Getriebe an die Hinterräder weiterleitete, das ursprünglich im Ford Sierra Verwendung fand. Die Motorleistung betrug um die 103 kW. Die Karosserie aus GFK und CFK war auf einem Spaceframe-Chassis mit Einzelradaufhängung rundherum montiert. An Vorder- und Hinterachse waren Scheibenbremsen eingesetzt.
Das Fahrzeug war bei 214 cm Radstand 372 cm lang, 149 cm breit und 113 cm hoch. Das Leergewicht war mit 720 kg angegeben.
Eigentlich sollten die Wagen fertig montiert und als Kit angeboten werden, aber letztlich wurden alle Wagen fertig montiert ausgeliefert, und zwar etwa 1 Stück / Woche. Die Karosserien waren mit Ledersitzen, walnussfurnierten Armaturenbrettern und elektrischen Fensterhebern gut ausgestattet.

## Ende und Wiederauferstehung
Die Fertigung wurde 1991 eingestellt, als die ursprüngliche Gesellschaft aufgeben musste. Die Konstruktion aber wurde von der Fleur de Lys Automobile Manufacturing Ltd. übernommen, die bis dahin auf den Bau von Lieferwagen im Retrostil spezialisiert war. Sie überarbeiteten den Wagen und versahen ihn mit einem Ford-Zetec-Motor mit 1,8 l Hubraum. Allerdings entstanden bis 1994 nur 9 weitere Exemplare.
Ein Versuch der Wiederbelebung scheiterte 2001.